# Tesabase

Boma. Il n. 6 indica il tesabase

Nelle imbarcazioni a vela contemporanee, con armo velico bermudiano o Marconi, il tesabase  è una manovra corrente che collega la varea del boma alla bugna di scotta della randa, per poter  tesare più o meno la base di quest'ultima accorciando o allungando la distanza in orizzontale tra la sua bugna di scotta e la sua bugna di mura. In tal modo viene regolata la quantità del grasso della parte bassa della randa e modificato il suo profilo. Normalmente, il tesabase verrà cazzato meno, e la randa resterà ingrassata, se la barca va alla poggia o se diminuisce il vento apparente; sarà invece cazzato di più, e la randa verrà smagrita, se l'imbarcazione va all'orza o se aumenta l'apparente.